# Adnan Ahmed
Adnan Ahmed, en ourdou عدنان فاروق احمد, est un footballeur pakistanais né le 7 juin 1984 à Burnley au Royaume-Uni.

## Palmarès
- Champion de la North West Counties Football League en 2014 avec Nelson FC.